# 컴 백 록스타
《컴 백 록스타》(영어: Get Him to the Greek)는 2010년 공개된 미국의 코미디 영화이다. 니컬러스 스톨러가 연출, 각본, 제작을 맡았고, 조나 힐, 러셀 브랜드 등이 출연하고, 저드 애퍼타우가 제작에 참여하였다. 조나 힐, 러셀 브랜드, 저드 애퍼타우, 니컬러스 스톨러가 모인 스톨러 감독의 2008년 개봉 영화 《사랑이 어떻게 변하니?》의 스핀오프 후속작이다. 브랜드는 《사랑이 어떻게 변하니?》에서의 록 스타 앨더스 스노 역으로 재출연한 반면 힐은 완전히 다른 역할인 탤런트 스카우트 에런 그린 역으로 등장했다. 그 밖에 엘리자베스 모스, 로즈 번, 콜름 미니, 숀 콤스 등이 출연했다.
미국에서 2010년 6월 4일 개봉하였다.
이 영화는 평단으로부터 대체로 긍정 평가를 받았다.

## 줄거리
2009년 영국 록스타 앨더스 스노가 새 앨범을 내면서 발매한 싱글이 상업과 비평면에서 모두 실패한다. 다시 술독에 빠진 앨더스는 팝스타인 여자친구 재키 큐와 헤어지면서 아들 양육권까지 잃는다.
한편 로스앤젤레스 피너클 레코즈의 탤런트 스카우트 에런 그린은 앨더스의 로스앤젤레스 그릭 시어터 1999 공연 10주년을 맞아 앨더스가 그곳에서 기념 재공연을 갖는 행사를 기획하고, 이를 회사 대표 서지오 로마에게 제안한다. 이를 승인한 서지오는 에런이 직접 앨더스를 런던에서 로스앤젤레스까지 데려오게 한다.

## 출연
- 조나 힐 - 에런 그린 역
- 러셀 브랜드 - 앨더스 스노 역
- 엘리자베스 모스 - 대프니 빙크스, 에런의 여자친구 역
- 로즈 번 - 재키 큐, 앨더스의 여자친구이자 네이플스의 어머니 역
- 콜름 미니 - 조너선 스노, 앨더스의 아버지 역
- 숀 콤스 - 서지오 로마, 음반 회사 소유주, 상사 역
- 아지즈 안사리 - 매티 브리그스, 에런의 동료 역
- 칼라 갤로 - 데스티니, 그루피 역
- 닉 크롤 - 케빈 매클레인, 에런의 동료 역
- 크리스틴 샬 - 《투데이 쇼》 제작 조수 역
- 캘리 호크 - 캘리 콜먼, 에런의 동료 역
- T. J. 밀러 - 브라이언, 호텔 직원 역
- 스테퍼니 패러시 - 웬디 역
- 다이나 스태브 - 리나 스노, 앨더스의 어머니 역
- 엘리 켐퍼 - 에런의 동료 역
- 리누 파시올리 - 네이플스, 후에 친부가 한 사진가로 밝혀지는 재키와 앨더스의 아들 역
- 제이크 존슨 - 재즈 맨, 에런의 동료 역
- 칼 시어벌드 - 앨더스의 조수 역
- 린지 브로드 - 에런이 주머니에 넣어둔 휴대 전화가 잘못 눌려 저절로 대프니와 통화가 연결돼 에런과의 대화가 대프니에게 중계되는 상황의 여자 역

카메오 출연
- 크리스틴 벨 - 세라 마셜, 앨더스의 전 여친, 배우 역
- 라르스 울리크
- 톰 펠턴
- 크리스티나 아길레라
- 핑크
- 커트 로더
- 메러디스 비에이라
- 마리오 로페즈
- 퍼렐 윌리엄스
- 폴 크루그먼
- 릭 슈로더
- 조이 새먼
- 케이티 페리 (삭제 장면)
- 얼래니스 모리셋 (삭제 장면)
- 메건 마클 (크레디트 미기재)
- 디 스나이더 (크레디트 미기재)
- 홀리 웨버 (크레디트 미기재)
- 빌리 부시
- 레이철 로버츠